# Andrea Seculin
Andrea Seculin (ur. 14 lipca 1990 roku w Gorycji) – włoski piłkarz występujący na pozycji bramkarza. Od 2013 roku gra w Chievo.

## Kariera klubowa
W wieku 10 lat Seculin rozpoczął treningi w klubie AS Pro Romans. Występował w nim do 2007 roku, kiedy to wyjechał do Niemiec i został graczem drużyny Südtirol–Alto Adige. Po roku włoski zawodnik powrócił jednak do kraju. Podpisał kontrakt z Fiorentiną i został podstawowym bramkarzem zespołu występującego w mistrzostwach kraju do lat 20. Na sezon 2009/2010 Seculin został włączony do występującej w Serie A seniorskiej kadry Fiorentiny, gdzie został trzecim bramkarzem. Od początku rozgrywek podstawowym golkiperem włoskiego klubu był Francuz Sébastien Frey, a jego zmiennikiem Serb Vlada Avramov.

## Kariera reprezentacyjna
Seculin ma za sobą występy w młodzieżowych reprezentacjach Włoch. W 2008 roku otrzymał 4 powołania do zespołu Under–21, ale zadebiutował w nim dopiero 25 marca 2009 roku w zremisowanym 2:2 meczu z Austrią. Miesiąc później Seculin wystąpił w przegranym 0:5 pojedynku reprezentacji do lat 20 z Niemcami. W 2009 roku piłkarz Fiorentiny wziął udział w mistrzostwach Europy juniorów, na których Włosi dotarli do półfinału. Na turnieju Seculin razem z Salvatore Sirigu był rezerwowym dla Andrei Consigliego.